# 愛野站 (北海道)

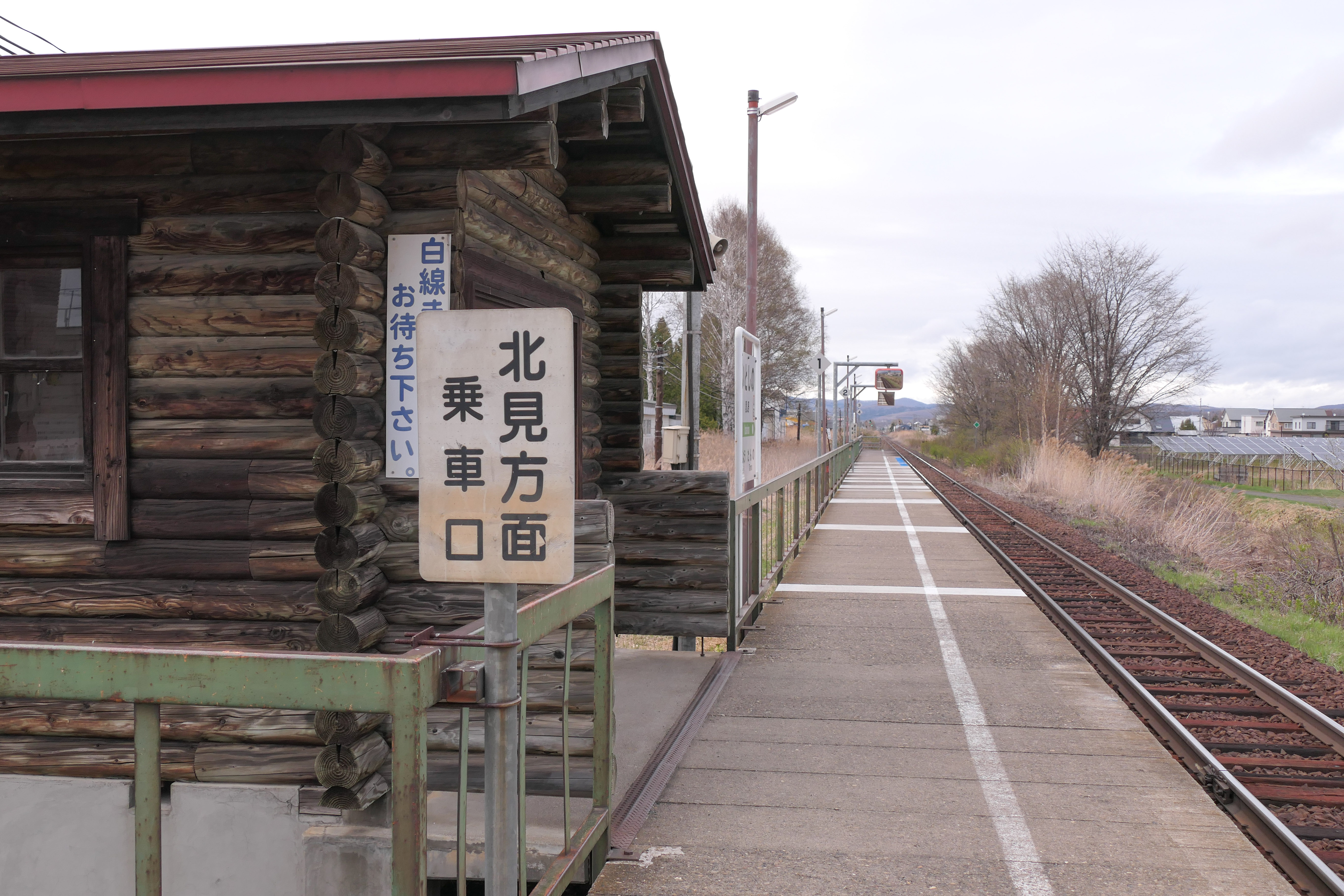
候車室與月台(2021年5月)

愛野站（日语：／ Itoshino eki */?）位於北海道北見市端野町三區，是北海道旅客鐵道（JR北海道）石北本線上的站。車站編號為A62。電報略號為ノノ。

## 历史
- 1986年（昭和61年）11月1日 - 設立愛野臨時乘降場。
- 1987年（昭和62年）4月1日 - 國鐵分割民營化後成為北海道旅客鐵道（JR北海道）轄下的車站。同時升格為車站，僅辦理客運業務。

## 車站構造
岸式月台1面1線的無人車站。擁有一座木造候車室，目前是由北見站管理的無人站。大多數停靠的列車為一人控制的列車，但遇通勤尖峰時段列車會有3〜4節車廂，停靠時會開放全部車門。

## 車站周邊
進入市郊後，住宅區、農地和商店平均分布在周圍。
車站前為建材放置處，以建造預製裝配化房屋(プレハブ小屋)。
- 國道39號
- 北海道道1024號川向端野線
- 羅森 端野町店
- 東武東方商場（購物中心）
- 北海道北見高級商業職業學校
- 北海道北見巴士「東武」車站
- 札幌藥店 端野店
- 愛野内科診所
- 薄荷SPOT北見（輓曳競馬場外馬券場）

## 相鄰車站
北海道旅客鐵道（JR北海道）
■石北本線
柏陽（A61）－愛野（A62）－端野（A63）

## 相關項目
- 日本鐵路車站列表
- 愛野車站 (靜岡縣)
- 愛野車站 (長崎縣)

## 外部連結
- （日語）JP北海道 – 愛野站 （页面存档备份，存于）
- （日語）全驛參觀之旅 （页面存档备份，存于）